# John Finnemore
John David Finnemore (* 28. září 1977) je britský komik, herec a spisovatel. Je autorem rozhlasových seriálů Cabin Pressure, John Finnemore's Souvenir Programme a John Finnemore's Double Acts, ve kterých také vystupoval, a často se účastní komediálních programů na stanici BBC Radio 4, např. The Now Show. Finnemore vyhrál nejvíce ocenění Comedy.co.uk v historii a dva z jeho pořadů se umístily v žebříčku deseti nejlepších rozhlasových komedií všech dob, vydaném časopisem Radio Times.

## Mládí a vzdělání
John Finnemore se narodil v anglickém městě Reading Davidovi a Patricii Finnemorovým. Má mladší sestru Annu. Navštěvoval Dolphin School v hrabství Berkshire, a poté High Lea a Poole Grammar School, obě v hrabství Dorset.
V devatenácti letech se na půl roku odstěhoval do polského Krakova, kde vyučoval angličtinu.
Poté na koleji Peterhouse Univerzity v Cambridgi studoval anglickou literaturu. Během studia se přidal do studentského komediálního souboru Cambridge Footlights, ve kterém se v posledním ročníku stal i místopředsedou.
V roce 2000 studium dokončil dizertační prací o Thomasu Hardym Icons, Frames and Freedom in Jude the Obscure.
V témže roce ještě se souborem Footlights sehrál představení Sensible Haircut na Edinburgh Festival Fringe.

## Dílo

### Spisovatel a komik

#### Cabin Pressure
Mezi lety 2008 a 2014 Finnemore pro stanici BBC Radio 4 napsal a účinkoval v rozhlasovém seriálu Cabin Pressure. Seriál se odehrává ve fiktivním britském městečku Fitton, kde sídlí malá letecká společnost MJN Air, jejíž dobrodružství seriál sleduje. Finnemore si v seriálu zahrál „vždy veselého stewarda" Arthura. Závěrečný dvojdíl byl vysílán na Vánoce a Nový rok 2014–2015.
V době uzavření Velké Británie kvůli pandemii covidu-19 se Finnemore k postavám seriálu vrátil na svém Youtube kanálu, kam začal přidávat vlastnoručně vyrobené díly „nové série", nazvané Cabin Fever. Ve všech byla pouze jeho postava, steward Arthur. V epizodách se často objevovaly hry a hádanky, které mohli diváci plnit a posílat „Arthurovi" své výsledky.

#### John Finnemore's Souvenir Programme
Finnemore od roku 2011 pro BBC Radio 4 píše a účinkuje v rozhlasovém komediálním pořadu John Finnemore's Souvenir Programme. Spolu s ním zde hrají Simon Kane, Carrie Quinlan, Lawry Lewin a Margaret Cabourn-Smith. V roce 2012 byl odvysílán i speciální díl natočený na Edinburgh Festival Fringe. Pořad od té doby vycházel pravidelně jednou za rok, a to až do roku 2019. Po osmi sériích a ročním odstupu vyšla v roce 2021 série devátá, poprvé natočená bez živého publika. V roce 2023 vyšla série desátá, opět před živým publikem, tentokrát v podobě jednoho 45minutového pořadu, místo klasických šesti půlhodinových dílů.
Finnemore s kolegy vytvořili i speciální verzi určenou pro živá vystoupení. Dali jí název John Finnemore's Flying Visit a podnikli s ní dvě turné po Velké Británii, jedno v květnu a červnu 2018 a druhé v září, říjnu a listopadu 2019, s jedním bonusovým představením odehraným v prosinci.

#### John Finnemore's Double Acts
V říjnu 2015 byl na BBC Radio 4 vysílán Finnemorův pořad John Finnemore's Double Acts, série šesti půlhodinových rozhlasových her vždy pro dva herce. Pořad byl o rok později vydán i na CD. V roce 2017 byla vysílána druhá série, opět o šesti epizodách.
John Finnemore dále píše i pro jiné komediální pořady, jak rozhlasové, tak televizní. Podílel se například na pořadech That Mitchell and Webb Sound (2003–2009), That Mitchell and Webb Look (2006–2010), Dead Ringers (2003–2007), Tittybangbang (2005–2007), Safety Catch, The Now Show a The Unbelievable Truth (2011). V letech 2009 až 2012 společně s hercem a komikem Davidem Mitchellem psal podcast David Mitchell's Soap Box. Dále se podílel i na Mitchellových pořadech 10 O'Clock Live a Was it Something I Said.
V září 2011 napsal Finnemore pro stanici BBC One pilotní epizodu sitcomu George and Bernard Shaw. Mělo se jednat o seriál o postarším homosexuálním páru, který měli hrát Robert Lindsay a Richard Griffiths. Pořad však nebyl vybrán k produkci.
Finnemore vystupoval jako host v řadě pořadů BBC Radio 4, např. The Now Show, The Unbelievable Truth, I'm Sorry I Haven't A Clue, Just a Minute nebo The News Quiz. V roce 2010 se také pravidelně účastnil Tall Tales večerů, kde se skupinkou dalších komiků vystupoval s krátkými příběhy, písněmi a skeči.
Od roku 2016 Finnemore pod pseudonymem „Emu" sestavuje pro časopis The Times kryptické křížovky.
V době uzavření Velké Británie kvůli pandemii covidu-19 se Finnemore stal třetím člověkem v historii, který dokázal rozluštit Kainovu čelist, literární hádanku od Edwarda Powys Matherse z roku 1934.
V roce 2023 Finnemore oznámil, že mu bylo svěřeno napsání druhého dílu, který má být, stejně jako současná vydání Kainovy čelisti, vydán nakladatelstvím Unbound. Pokračování má vyjít v roce 2024.
V roce 2023 vyšla druhá série televizního seriálu Good Omens, kterou společně s Finnemorem napsal autor knižní předlohy Neil Gaiman. Kromě práce na scénářích ke všem šesti dílům také John Finnemore pro seriál napsal svoji vlastní mini epizodu A Companion to Owls, která vyšla jako součást druhého dílu série.

### Herec
John Finnemore si v sitcomu Miranda několikrát zahrál vedlejší roli Chrise. Objevil se v epizodách Teacher (2009), Before I Die (2010), The Dinner Party (2013) a I Do, But to Who? (2014).
V roce 2014 Finnemore namluvil komentář k několika epizodám pořadu 24 Hours to Go Broke televizní stanice Dave: Iceland, Greece, Germany, Ireland a Armenia.
V roce 2016 se zúčastnil pořadu Celebrity Mastermind, kde si jako svoji specializaci zvolil duchařské příběhy M.R. Jamese.
V roce 2020 si v komediálním seriálu Armanda Iannucciho Avenue 5 zahrál Paula, pilota raketoplánu. Finnemore pro seriál také napsal scénář k 4. dílu 2. série, How It Ends: As a Starter and a Main.

## Filmografie
| Rok       | Název                       | Role                     | Epizody                                                     |
| --------- | --------------------------- | ------------------------ | ----------------------------------------------------------- |
| 2009–2014 | Miranda                     | Chris                    | Teacher, Before I Die, The Dinner Party a I Do, But to Who? |
| 2009      | That Mitchell and Webb Look | krupiér s ovocnými dorty | 3. epizoda 3. série                                         |
| 2011      | Peeder Jigson's Video Diary | Charlie Dimmock          | What Everyone's Up to in the Break                          |
| 2011      | Peeder Jigson's Video Diary | John Finn                | Naming the Dwarves                                          |
| 2011      | George and Bernard Shaw     | Oliver                   | Pilotní díl                                                 |
| 2012      | Family Guy                  | několik postav (dabing)  | Family Guy Viewer Mail #2                                   |
| 2014      | 24 Hours to Go Broke        | komentátor               | Iceland, Greece, Germany, Ireland a Armenia                 |
| 2017      | Carters Get Rich            | Oliver Campbell-Legge    | všech 6 epizod                                              |
| 2020      | Avenue 5                    | pilot raketoplánu Paul   | 3 epizody                                                   |

## Ocenění
V žebříčku nejlepších rozhlasových komedií všech dob, který pro časopis Radio Times sestavila odborná porota, se Finnemore jako jediný umístil hned na dvou pozicích: seriál Cabin Pressure byl osmý a John Finnemore's Souvenir Programme byl desátý. Cabin Pressure byl dále v roce 2014 jako vůbec první rozhlasový seriál zvolen „Komedií roku" v kategorii zahrnující jak rozhlasová, tak i televizní díla.
Finnemore vyhrál více ocenění Comedy.co.uk než jakýkoli jiný autor.  Celkem byla jeho díla nebo díla, na kterých spolupracoval, oceněna třinácti cenami.
Další pořady, pro které příležitostně psal, byly také Comedy.co.uk oceněny: That Mitchell and Webb Sound byl v letech 2009, 2010 a 2013 zvolen „Nejlepším britským rozhlasovým komediálním pořadem". That Mitchell and Webb Look byl v letech 2006 a 2009 zvolen „Nejlepším britským televizním komediálním pořadem". The Unbelievable Truth byl v roce 2011 zvolen „Nejlepším britským rozhlasovým improvizačním zábavním pořadem".

### Vybraná ocenění
| Rok  | Dílo                                                   | Ocenění                         | Kategorie                                       | Výsledek      | Ref.   |
| ---- | ------------------------------------------------------ | ------------------------------- | ----------------------------------------------- | ------------- | ------ |
| 2010 | Cabin Pressure                                         | Writers' Guild of Great Britain | Nejlepší rozhlasové komedie                     | nominovaný    | [ 37 ] |
| 2011 | Cabin Pressure                                         | Comedy.co.uk Awards             | Nejlepší britský rozhlasový sitcom              | vítěz         | [ 38 ] |
| 2011 | John Finnemore's Souvenir Programme                    | Comedy.co.uk Awards             | Nejlepší rozhlasový komediální pořad            | vítěz         | [ 38 ] |
| 2011 | Cabin Pressure                                         | Writers' Guild of Great Britain | Nejlepší rozhlasová komedie                     | vítěz         | [ 39 ] |
| 2012 | John Finnemore's Souvenir Programme                    | Comedy.co.uk Awards             | Nejlepší rozhlasový komediální pořad            | vítěz         | [ 40 ] |
| 2012 | Cabin Pressure                                         | BBC Audio Drama Awards          | Nejlepší komedie se scénářem (drama)            | nominovaný    | [ 41 ] |
| 2012 | John Finnemore's Souvenir Programme                    | Chortle Awards                  | Rozhlasové ceny                                 | nominovaný    | [ 42 ] |
| 2013 | Cabin Pressure                                         | Comedy.co.uk Awards             | Nejlepší britský rozhlasový sitcom              | vítěz         | [ 43 ] |
| 2013 | John Finnemore's Souvenir Programme                    | Radio Academy Awards            | Nejlepší komedie                                | nominovaný    | [ 44 ] |
| 2013 | John Finnemore's Souvenir Programme                    | Chortle Awards                  | Rozhlasové ceny                                 | vítěz         | [ 42 ] |
| 2014 | Cabin Pressure                                         | Comedy.co.uk Awards             | Nejlepší britský rozhlasový sitcom              | vítěz         | [ 30 ] |
| 2014 | Cabin Pressure                                         | Comedy.co.uk Awards             | Komedie roku                                    | vítěz         | [ 30 ] |
| 2014 | John Finnemore's Souvenir Programme                    | Comedy.co.uk Awards             | Nejlepší rozhlasový komediální pořad            | vítěz         | [ 30 ] |
| 2014 | Cabin Pressure                                         | BBC Audio Drama Awards          | Nejlepší komedie se scénářem (živé publikum)    | nominovaný    | [ 45 ] |
| 2014 | Cabin Pressure                                         | BBC Audio Drama Awards          | Nejlepší komedie se scénářem (drama)            | nominovaný    | [ 45 ] |
| 2014 | John Finnemore's Souvenir Programme                    | Radio Academy Awards            | Nejlepší komedie                                | druhé místo   | [ 46 ] |
| 2015 | John Finnemore's Double Acts                           | Comedy.co.uk Awards             | Nejlepší rozhlasový sitcom                      | vítěz         | [ 47 ] |
| 2015 | John Finnemore's Souvenir Programme                    | BBC Audio Drama Awards          | Nejlepší komedie se scénářem (živé publikum)    | vítěz         | [ 48 ] |
| 2016 | Cabin Pressure (Závěrečný díl Zurich)                  | BBC Audio Drama Awards          | Nejlepší komedie se scénářem (drama)            | nominovaný    | [ 49 ] |
| 2016 | John Finnemore's Souvenir Programme                    | Comedy.co.uk Awards             | Nejlepší rozhlasový komediální pořad            | vítěz         | [ 50 ] |
| 2017 | Double Acts (1. série, 5. ep. English for Pony Lovers) | Writers' Guild of Great Britain | Nejlepší rozhlasová komedie                     | vítěz         | [ 51 ] |
| 2018 | Double Acts (2. série, 4. ep. Penguin Diplomacy)       | Tinniswood Award                | Nejlepší scénář pro rozhlasové drama            | čestné uznání | [ 52 ] |
| 2018 | Double Acts (2. série, 4. ep. Penguin Diplomacy)       | Writers' Guild of Great Britain | Nejlepší rozhlasová komedie                     | nominovaný    | [ 53 ] |
| 2019 | John Finnemore's Souvenir Programme                    | BBC Audio Drama Awards          | Nejlepší komedie se scénářem (komediální pořad) | vítěz         | [ 54 ] |
| 2019 | John Finnemore's Souvenir Programme                    | Chortle Awards                  | Rozhlasové ceny                                 | nominovaný    | [ 42 ] |
| 2020 | –                                                      | Writers' Guild of Great Britain | Významný přínos pro literaturu                  | vítěz         | [ 55 ] |